# Pfarrkirche Göriach

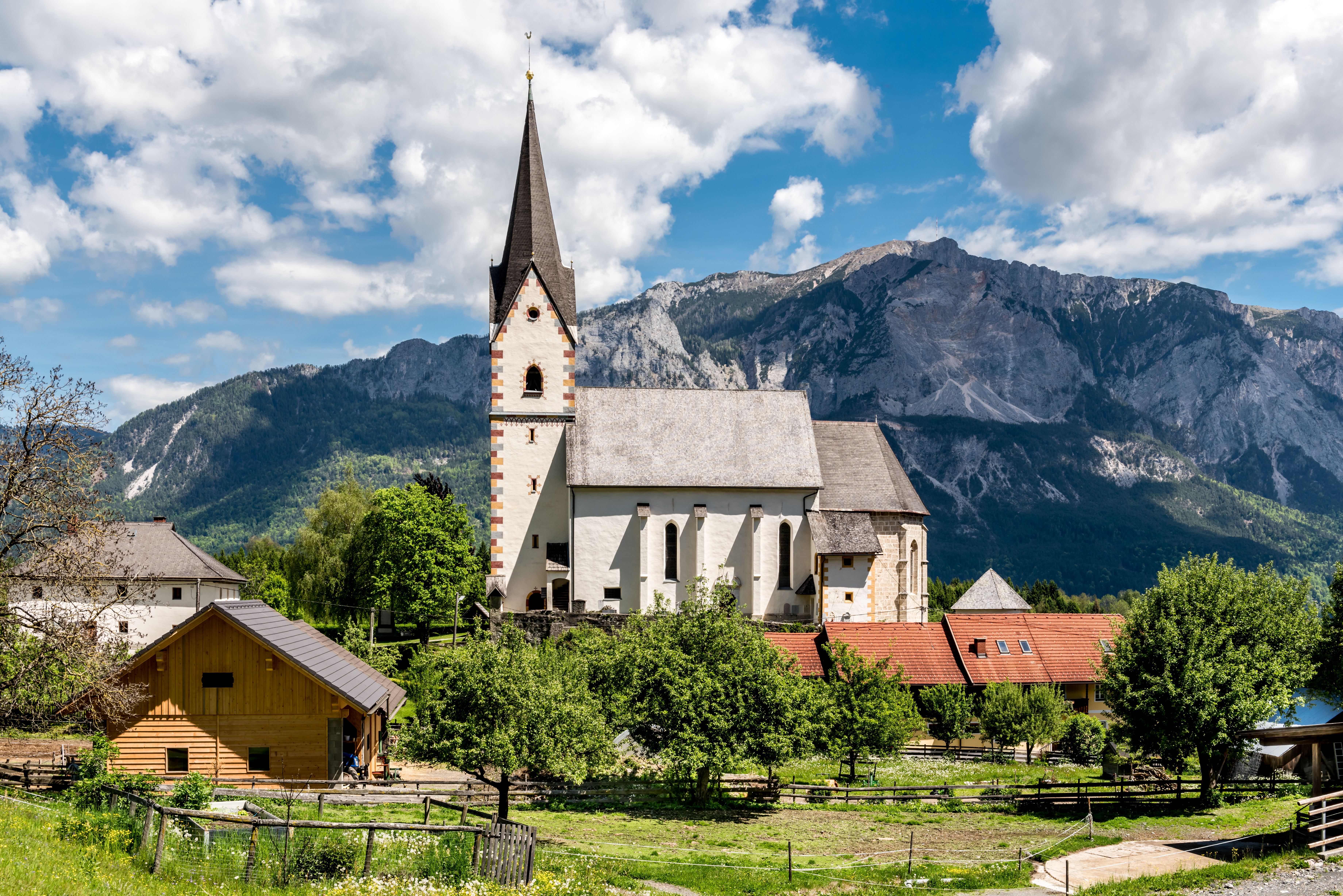
Katholische Pfarrkirche hl. Martin in Göriach

Die römisch-katholische Pfarrkirche Göriach steht erhöht am Nordrand des Ortes Göriach in der Gemeinde Hohenthurn im Bezirk Villach-Land in Kärnten. Die dem Patrozinium Mariä Namen unterstellte Pfarrkirche gehört zum Dekanat Hermagor/Šmohor in der Diözese Gurk-Klagenfurt. Die Kirche und der ehemals wehrhafte Friedhof mit Kapelle stehen unter Denkmalschutz (Listeneintrag).

## Geschichte
Die Kirche wurde 1312 oder 1316 von Abt Gunther von Arnoldstein gestiftet. Die Kirche wurde 1478 von den Türken zerstört und 1489 oder 1507 neu geweiht. 1991/1992 wurde die Fassade des Turmes restauriert, 1996 die Fassaden des Langhauses, wobei die dreifarbige Polychromie des 16. Jahrhunderts erneuert und das Fresko hl. Christophorus an der Nordwand gesichert wurde.

## Architektur
Das Kirchenäußere zeigt einen zweigeschoßigen Westturm mit einem nördlichen und südlichen rundbogigen abgefasten Zugang mit einer Fassade mit Gesims und Mauerschlitzen und spitzbogigen abgefasten Schallfenstern, er trägt einen Spitzgiebelhelm. Südlich am Langhaus befindet sich ein Aufgang zur Empore, es gibt südlich drei und nördlich vier einfach abgetreppte Strebepfeiler, der östliche leicht schräggestellt, die Spitzbogenfenster haben Maßwerk, teils ursprünglich erhalten, das Seitenportal mit einem gesprengten Giebel stammt aus dem Jahr 1663. Der eingezogene Chor ist niedriger als das Langhaus, er hat zweifach abgetreppte, übereck gestellte Strebepfeiler und zwei Fenster mit ursprünglichem Maßwerk, die Chormauern zeigen eine bemerkenswerte spätgotische Architekturpolychromie als Fugenmalerei, südlich am Chor steht ein zweigeschoßiger Sakristeianbau mit kleinen, spätgotischen abgefasten Rechteckfenstern und einem abgefasten Rundbogenfenster.
Das Kircheninnere zeigt im Turmerdgeschoß eine einjochige Vorhalle mit einem gratigen Stichkappensterngewölbe auf Konsolen. Das vierjochige Langhaus ist etwas nach Süden verschoben, es hat ein Netzrippengewölbe auf halbrunden Wandvorlagen mit Blattwerk- und Tierkapitellen, in der Südwestecke mit einer Doppelkopfkonsole. An der Westwand befindet sich eine spätgotische Sakramentsnische mit einer profilierten Rahmung und dem ursprünglichen Gitter. Die tiefe Westempore aus Holz steht auf Holzsäulen. Der eingezogene Triumphbogen ist spitzbogig und abgefast. Der zweijochige Chor mit einem Dreiachtelschluss hat ein Netzrippengewölbe mit halbrunden Diensten auf Wandpfeilern, die rautenförmigen Schlusssteine und die vertieften Vierpässe tragen Malereien aus dem Anfang des 16. Jahrhunderts, in der Südwand des Chores befindet sich eine große spitzbogige Sessionsnische und eine spitzbogige profilierte Sakristeitür.

## Einrichtung
Den Hochaltar mit Doppelsäulen mit zwei Geschoßen und Akanthusschmuck schufen von 1677 bis 1692 der Bildhauer Johann Claus und der Tischler Hans Georg Hört, das Altarblatt malte Adam Claus und fasste Michael Gabriel Akkherl 1692, in der Mittelnische steht die Schnitzfigur Mondsichelmadonna aus dem Anfang des 16. Jahrhunderts, die Seitenfiguren zeigen links einen hl. Bischof und rechts den hl. Eligius und im Obergeschoß in der Mitte die Heiligen Sebastian und Rochus und seitlich einen Abt und eine Äbtissin und über den säulengerahmten Opfergangsportalen die Heiligen Barbara links und Katharina rechts.
Die Kanzel schuf Jakob Stubner 1744, auf dem Schalldeckel mit der Figur Erzengel. An der Nordwand des Langhauses steht ein lebensgroßer barocker Schmerzensmann. Der spätgotische Taufstein trägt auf einem neuen Aufsatz die barocke Figur Johannes der Täufer.
Die Orgel mit Blumenbildern an den Flügelinnenseiten entstand in der zweiten Hälfte des 18. Jahrhunderts. Eine Glocke nennt Hieronymus Egker 1549.

## Friedhof und Friedhofskapelle
Um die Kirche sind noch Reste einer Wehrmauer erhalten und mit dem Kirchturm verbunden. Der westliche Torbau hat eine Schlüsselscharte.
Die spätgotische Kapelle wurde 1489 geweiht. Sie hat ein rundbogiges abgefastes Portal, einen Apsidenerker und ein Schindeldach. Das östliche spitzbogige Fenster hat Maßwerknasen. Der Kapellenraum hat ein Kreuzrippengewölbe.